# Linea Shinonoi

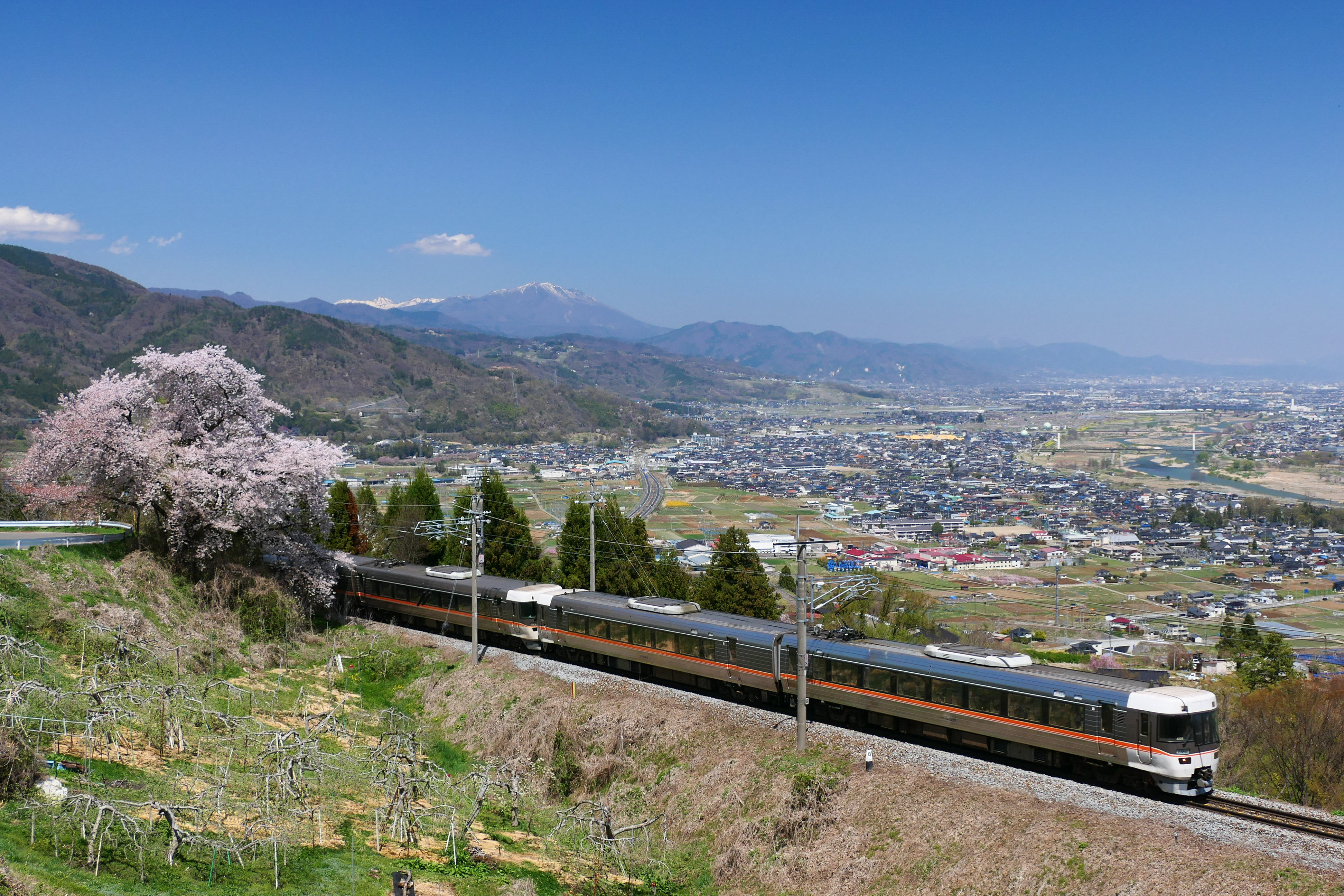
I treni della serie 383 circolano sulla linea Shinonoi

La linea Shinonoi (篠ノ井線?, Shinonoi-sen) è una linea ferroviaria a carattere regionale giapponese gestita dalla JR East a scartamento ridotto che collega le stazioni di Shinonoi e di Shiojiri, ma di fatto tutti i treni proseguono fino alla stazione di Nagano, sulla linea principale Shin'etsu. La ferrovia è di grande importanza grazie alla funzione di collegamento per le città di Nagano e Matsumoto verso Tokyo e Nagoya tramite la linea principale Chūō, passante per il capolinea di Shiojiri. A nord, presso la stazione di Nagano, la linea permette l'interscambio con lo Hokuriku Shinkansen e diverse altre linee regionali.

## Tipi di collegamento
Quasi tutti i treni a lunga percorrenza della linea Shinonoi proseguono la loro corsa oltre il capolinea ferroviario di Shiojiri per continuare lungo la linea principale Chūō, in direzione Nagoya (servizio Shinano) e in direzione Tokyo (servizi Azusa e Super Azusa). Per i servizi vicinali sono disponibili treni locali che fermano in tutte le stazioni, treni Rapidi e i Rapidi Misuzu.

## Percorso
●: Fermano tutti i treni, ▲: fermano alcuni treni, ｜: non-stop
| Linea        | Stazione         | Giapponese | Distanza | R | RM                                                              | Collegamenti               | Posizione                | Posizione |
| ------------ | ---------------- | ---------- | -------- | - | --------------------------------------------------------------- | -------------------------- | ------------------------ | --------- |
| Shinonoi     | Shiojiri         | 塩尻       | 0.0      |   | ●                                                               | Linea principale Chūō      | Shiojiri                 | Nagano    |
| Shinonoi     | Hirooka          | 広丘       | 3.8      |   | ▲                                                               |                            | Shiojiri                 | Nagano    |
| Shinonoi     | Murai            | 村井       | 6.8      |   | ●                                                               |                            | Matsumoto                | Nagano    |
| Shinonoi     | Hirata           | 平田       | 8.8      |   | ▲                                                               |                            | Matsumoto                | Nagano    |
| Shinonoi     | Minami-Matsumoto | 南松本     | 10.9     |   | ▲                                                               |                            | Matsumoto                | Nagano    |
| Shinonoi     | Matsumoto        | 松本       | 13.3     | ● | ●                                                               | Linea Ōito Linea Kamikōchi | Matsumoto                | Nagano    |
| Shinonoi     | Tazawa           | 田沢       | 21.6     | ● | ●                                                               |                            | Azumino                  | Nagano    |
| Shinonoi     | Akashina         | 明科       | 28.2     | ● | ●                                                               |                            | Azumino                  | Nagano    |
| Shinonoi     | Nishijō          | 西条       | 37.2     | ● | ●                                                               |                            | Chikuhoku Higashichikuma | Nagano    |
| Shinonoi     | Sakakita         | 坂北       | 40.9     | ● | ●                                                               |                            | Chikuhoku Higashichikuma | Nagano    |
| Shinonoi     | Hijiri-Kōgen     | 聖高原     | 45.0     | ● | ●                                                               |                            | Omi Higashichikuma       | Nagano    |
| Shinonoi     | Kamuriki         | 冠着       | 48.3     | ▲ | ▲                                                               |                            | Chikuhoku Higashichikuma | Nagano    |
| Shinonoi     | Obasute          | 姨捨       | 54.2     | ▲ | ▲                                                               |                            | Chikuma                  | Nagano    |
| Shinonoi     | Inariyama        | 稲荷山     | 62.9     | ▲ | ▲                                                               |                            | Nagano                   | Nagano    |
| Shinonoi     | Shinonoi         | 篠ノ井     | 66.7     | ● | ●                                                               | Ferrovia di Shinano        | Nagano                   | Nagano    |
| Shin'etsu    | Shinonoi         |            | 66.7     | ● | ●                                                               | Ferrovia di Shinano        | Nagano                   | Nagano    |
| Imai         | 今井             | 68.8       | ｜       | ▲ |                                                                 |                            | Nagano                   | Nagano    |
| Kawanakajima | 川中島           | 71.0       | ▲        | ● |                                                                 |                            | Nagano                   | Nagano    |
| Amori        | 安茂里           | 73.1       | ｜       | ▲ |                                                                 |                            | Nagano                   | Nagano    |
| Nagano       | 長野             | 76.0       | ●        | ● | Nagano Shinkansen Linea principale Shin'etsu Ferrovia di Nagano |                            | Nagano                   | Nagano    |

## Materiale rotabile

### Espressi Limitati
- E257 series (Azusa, Kaiji)
- E351 series (Super Azusa)
- 383 series (Wide view Shinano)

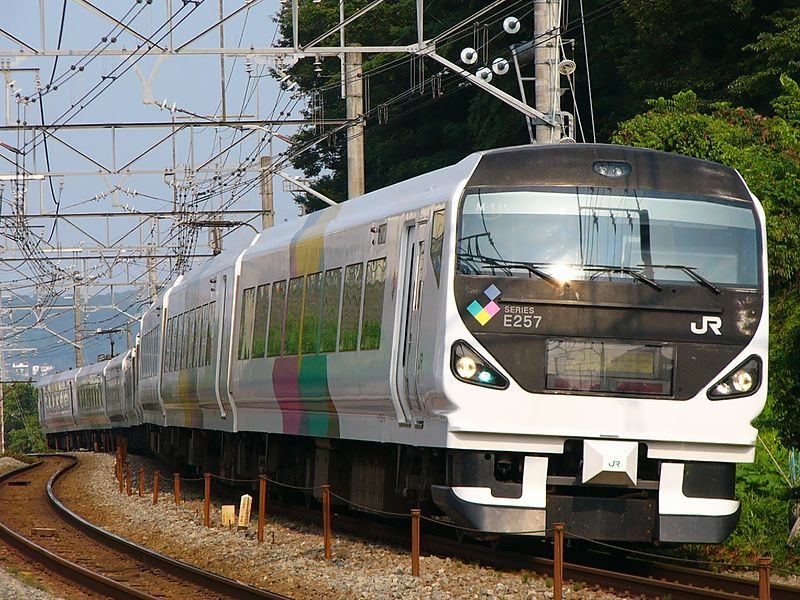
JR East E257 series EMU, July 2005
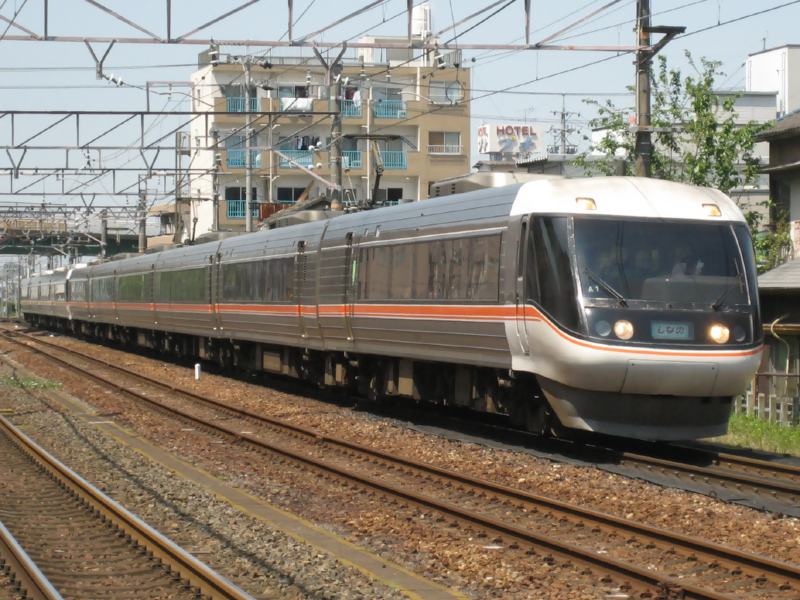
JR Central 383 series EMU on a Shinano service

### Servizi locali
- Serie 115
- Serie 123
- Serie 313

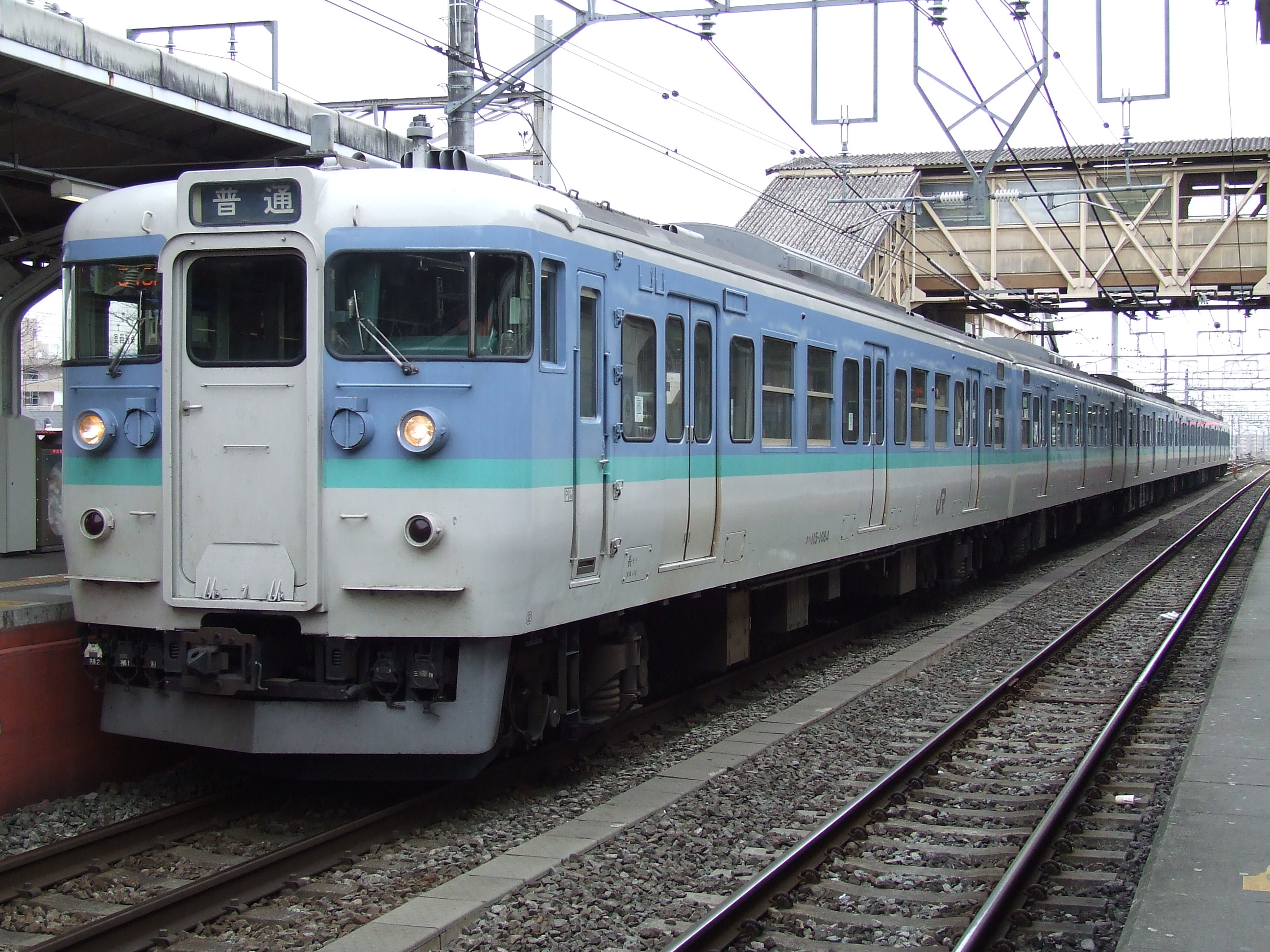
Un treno della serie 115, il principale convoglio usato per i servizi locali sulla linea